# Třída Kitty Hawk
Třída Kitty Hawk byla lodní třída letadlových lodí Námořnictva Spojených států s konvenčním (nejaderným) pohonem. V letech 1961–1965 byly do služby zařazeny tři jednotky této třídy. Na ně v roce 1968 navázala loď USS John F. Kennedy (CV-67), která sice z třídy Kitty Hawk konstrukčně vycházela, avšak v průběhu stavby prodělala tolik konstrukčních změn, že jí byla přidělena vlastní třída.

## Stavba
Celkem byly postaveny tři jednotky této třídy. Každé plavidlo přitom postavila jiná americká loděnice – New York Shipbuilding v Camdenu ve státě New Jersey, New York Navy Yard v New Yorku a Newport News Shipbuilding v Newport News ve státě Virginie.

## Seznam jednotek
Jednotky třídy Kitty Hawk:
| Jméno                     | Loděnice        | Založení kýlu     | Spuštěna        | Vstup do služby | Stav |
| ------------------------- | --------------- | ----------------- | --------------- | --------------- | --- |
| USS Kitty Hawk (CV-63)    | New York SB     | 27. prosince 1956 | 21. května 1960 | 29. dubna 1961  | Vyřazena 12. května 2009 vyřazena a uložena do rezervy. Snahy o přeměnu v muzeum neuspěly. Roku 2021 prodána do šrotu. |
| USS Constellation (CV-64) | New York NY     | 14. září 1957     | 8. října 1960   | 27. října 1961  | 6. srpna 2003 vyřazena, sešrotována                                                                                    |
| USS America (CV-66)       | Newport News SB | 9. ledna 1961     | 1. února 1964   | 23. ledna 1965  | 9. srpna 1996 vyřazena, 14. května 2005 potopena jako cvičný cíl                                                       |